# 우라르투
우라르투()는 반호, 우르미아호, 세반호 사이에 있는 아르메니아고원을 중심으로 한 철기 시대 왕국이었다. 고대 우라르투 왕국의 영토는 오늘날 튀르키예, 이란, 이라크, 아르메니아의 국경에 걸쳐 있었다. 왕들은 후르리우라르투어족에 속하는 우라르투어로 쐐기 문자 비문을 남겼다.
우라르투는 서쪽의 유프라테스강에서 이란의 아르다빌 서쪽 지역까지, 그리고 터키의 아르다한 근처 칠드르호에서 이라크 쿠르디스탄의 라완디즈 지역까지 뻗어 있었다. 기원전 9세기 중반에 등장하여 기원전 8세기와 7세기에 아르메니아 고원을 지배했다. 우라르투는 신아시리아 제국과 자주 전쟁을 벌였으며, 한때 근동에서 가장 강력한 국가였다. 끊임없는 갈등으로 약화된 끝에 결국 기원전 6세기 초 이란족 메디아 혹은 6세기 중반 키루스 2세에게 정복되었다. 고고학적으로는 거대한 요새와 정교한 금속 세공품으로 유명하다.

## 이름과 어원

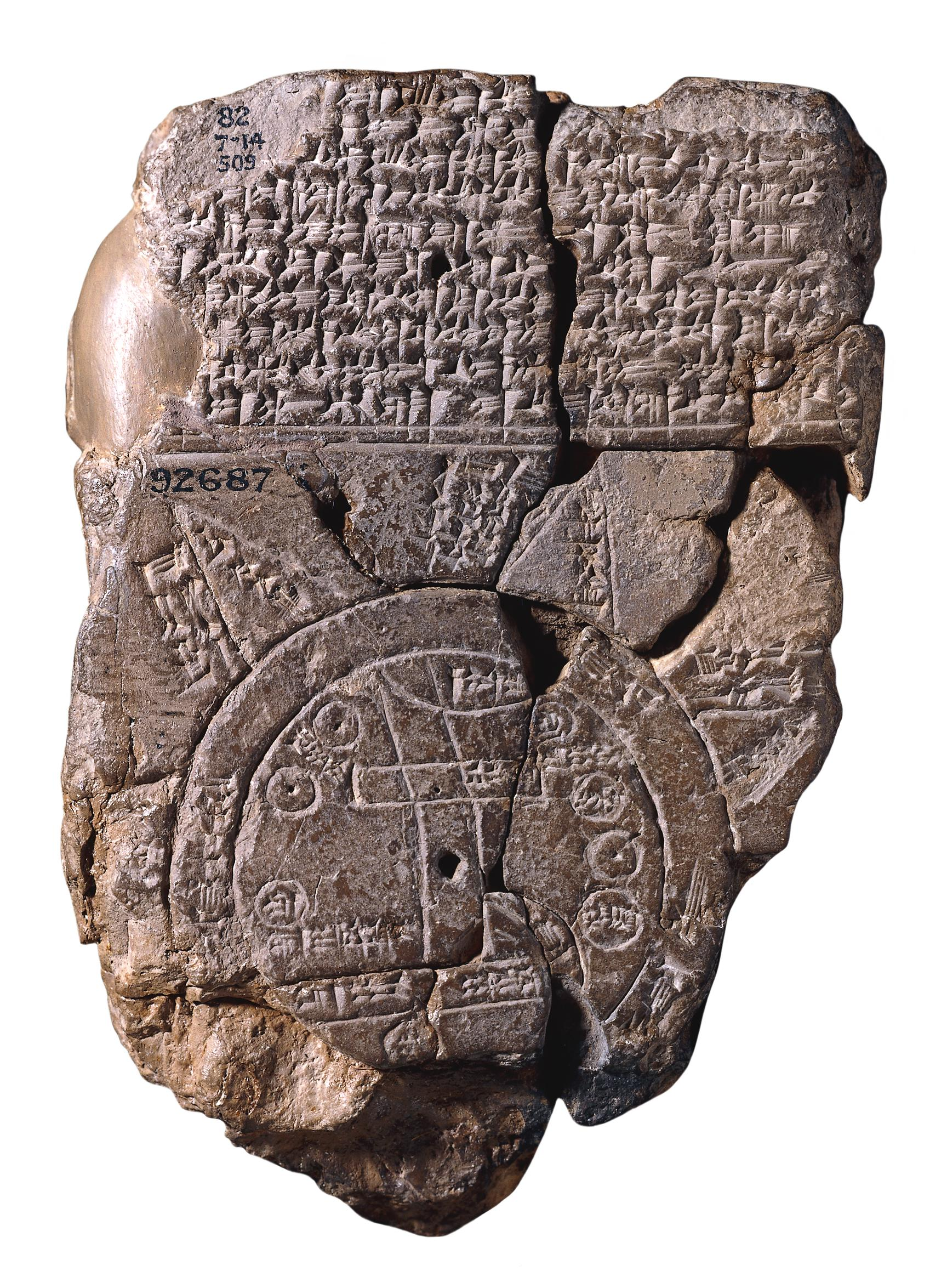
바빌론 세계 지도에는 우라르투(ú-ra-áš-tu)가 언급되어 있다.

이 지역과 이 지역에서 발생한 정치체에는 다양한 이름이 붙여졌다.
- 우라르투/아라라트: 우라르투(아르메니아어: Ուրարտու; 아시리아어: māt Urarṭu;[4] 바빌로니아어: Urashtu; 히브리어: אֲרָרָט ʾĂrārāṭ)라는 이름은 아시리아 문헌에서 유래했다. 샬마네세르 1세(기원전 1263~1234년)는 "우루아토리"의 전 영토를 진압한 원정을 기록했다.[10][11] 샬마네세르 텍스트는 우라르투라는 이름을 왕국이 아닌 지리적 지역을 지칭하는 데 사용했으며, 우라르투 내에 포함된 8개의 "땅"을 명명했다 (원정 당시에는 아직 분열되어 있었다). 아시리아의 우루아트리는 동시대 히타이트 텍스트의 하야사-아치와 일치하는 것으로 보인다.[12][13] 우라르투는 성경의 아라라트, 아카드어 우라슈투, 아르메니아어 아야라트와 동계어이다.[14][15] 아라라트는 노아의 홍수 외에도 예레미야 51:27에 왕국의 이름으로 나타나며, 민니와 아스그나스와 함께 언급된다. 아라라트산은 왕국의 옛 수도에서 북쪽으로 약 120 km 떨어져 있지만, 성경의 "아라라트산"과 아라라트산을 동일시하는 것은 성경 이후의 전통이다.[16]
- 비아이닐리/비아이니: 이쉬푸이니와 그의 아들 메누아스의 공동 통치 시대부터 시작하여 우라르투 왕들은 자신들의 왕국을 비아이닐리, 즉 "비아 땅의 사람들"이라고 불렀다 (때때로 비아이 또는 비아스로 표기됨).[17][18] "비아"가 누구였거나 무엇이었는지는 여전히 불분명하다. 아르메니아의 바세안 (그리스어: 파시아네)이 되었을 가능성이 있는 인근 땅 "비아네"와 혼동해서는 안 된다.
- 반 왕국(아르메니아어: Վանի թագավորութիւն): 널리 퍼진 믿음은 우라르투의 지명학적 이름 비아이닐리(또는 비아넬리)가[19][20] 바넬레(또는 바닐리)로 발음되었을 가능성이 있으며, 이는 고대 아르메니아어의 반(Վան)이 되었다는 것이다.[21] "반 왕국"과 "반닉 왕국"이라는 이름은 이 이론과 우라르투의 수도인 투슈파가 반 시와 같은 이름의 호수 근처에 위치했다는 사실로 인해 우라르투에 적용되었다.
- 나이리: 보리스 피오트로프스키는 우라르투인들이 기원전 13세기에 아직 통일 국가를 이루지 못한 부족 또는 국가 연합으로 역사에 처음 등장했다고 썼다. 아시리아 연대기에서 이 연합의 이름으로 사용된 우루아토리(우라르투)라는 용어는 상당 기간 동안 "나이리의 땅"이라는 용어로 대체되었다.[22] 최근 연구에서는 우루아트리가 나이리의 한 지역이었으며, 동시대 히타이트 텍스트의 하야사-아치와 일치할 수 있다고 제안한다.[23][24] 우라르투 왕국의 초기 통치자들이 자신들의 영토를 "나이리"(나중에 비아이닐리 대신)라고 불렀지만, 일부 학자들은 우라르투와 나이리가 별개의 정치체였다고 믿는다. 아시리아인들은 우라르투 건국 이후 수십 년 동안 나이리를 별개의 존재로 계속 언급했으며, 이는 기원전 8세기에 나이리가 아시리아와 우라르투에 완전히 흡수될 때까지 지속되었다.[25]
- 할디니: 카를 페르디난트 프리드리히 레만-하우프트 (1910)는 우라르투 사람들이 할디 신의 이름을 따서 자신들을 할디니라고 불렀다고 믿었다.[26] 이 이론은 현대 학자들에 의해 압도적으로 거부되었다.[27]
- 슈릴리: 언어학자 존 그레핀과 이고르 댜코노프는 우라르투인들이 자신들을 슈렐레(때때로 슈릴리 또는 슈릴리로 표기되며, 수릴리로 발음되었을 가능성이 있음)라고 불렀다고 주장했다. 이 이름은 우라르투 왕들의 왕실 칭호에 언급되어 있다 (예: "슈리 땅의 왕").[28][29] 슈리(Šuri)라는 단어는 원래 전차, 창 또는 검을 의미했을 것이라는 다양한 이론이 제기되었으며(아마도 "검"을 의미하는 아르메니아어 [[wikt:սուր|sur]](սուր)와 관련이 있을 수 있음), 다른 학자들은 슈릴리를 아직 결정되지 않은 지리적 지역, 예를 들어 슈프리아(아마도 지배 왕조가 스스로를 후르리인과 연결하려는 시도였을 것임), 카파도키아,[30] 아라라트 평원,[31] 또는 전 세계와 연결 지었다.[29]

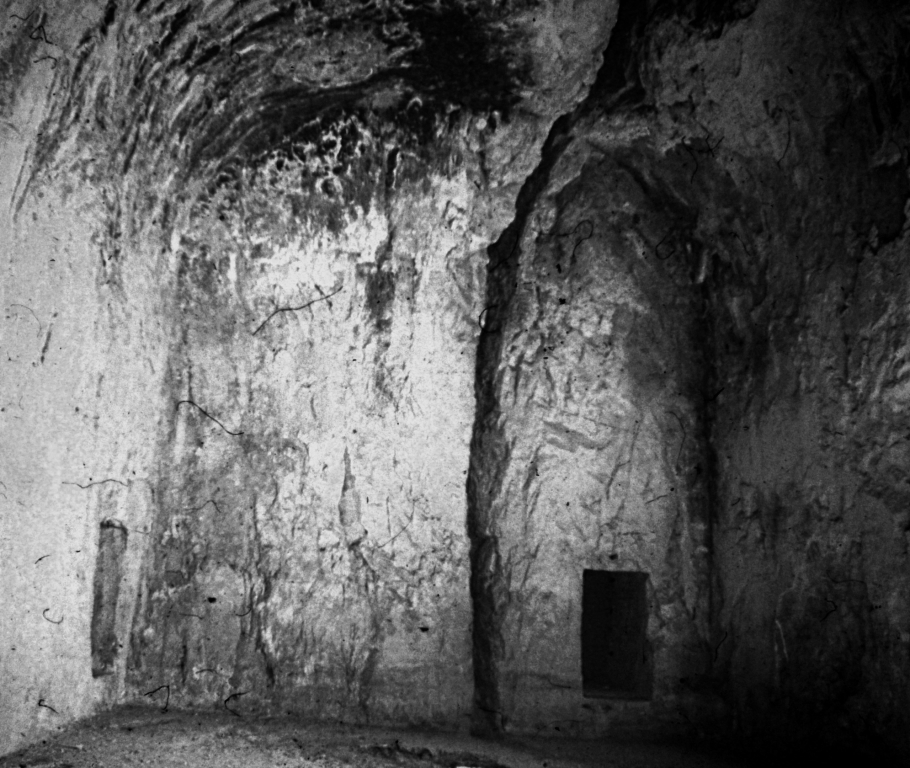
우라르투 왕실 무덤. 반 성채, 1973년

- 아르메니아: 기원전 6세기 후반에서 5세기 초반에 이 지역에 아르메니아 속주가 등장하면서, 우라르투(바빌로니아어 우라슈투)는 베히스툰 비문에 아르메니아(고대 페르시아어 아르미나)의 동의어로 사용되었다.[32] 그러나 아라라트산이라는 지명은 사라지지 않았으며, 아르메니아 왕국 중심부의 아야라트 지역 이름이 그 연속체로 여겨진다.[33]우라르투 왕실 무덤. 반 성채, 1973년 아르메니아의 정체성이 이 지역에서 발전하면서 우라르투의 기억은 희미해지고 사라졌다.[34] 그 역사의 일부는 민간 설화로 전해져 아르메니아에 보존되었는데, 모브세스 호레나치가 5세기에 쓴 《아르메니아 역사》에서 뒤죽박죽된 전설[35][36]의 형태로 기록되었다. 그는 반에서 아시리아와 전쟁을 벌인 최초의 아르메니아 왕국에 대해 이야기한다. 호레나치의 아시리아와의 전쟁 이야기는 우라르투의 재발견에 기여했다.[37]

헤로도토스에 따르면, 알라로디아인들은 아케메네스 제국의 18번째 사트라피의 일부였으며, 크세르크세스 1세의 대군에서 특별 파견군을 구성했다. 일부 학자들은 알라로디아인들을 우라르투인들과 연결시키려 시도했으며, 알라로디아가 우라르투인/아라라트인의 이름 변형이라고 제안했다. 이 이론에 따르면, 18번째 사트라피의 우라르투인들은 이후 아르메니아 민족에 흡수되었다. 그러나 현대 역사가들은 알라로디아와 우라르투인들의 연결에 의문을 제기했다.
2017년에 발표된 연구에서는 우라르투의 고대 4개 해골과 현대의 아르메니아 및 아르차흐 공화국에서 발견된 7,800년에 걸친 다른 고대 인구 집단의 완전한 미토콘드리아 DNA를 분석했다. 이 연구는 현대 아르메니아인들이 이 고대 해골들과 가장 적은 유전적 거리를 가지고 있음을 보여준다. 또한, 일부 학자들은 우라르투인들이 아르메니아인들의 가장 쉽게 식별할 수 있는 조상이라고 주장했다.
19세기 재발견 이후, 적어도 부분적으로 아르메니아어를 사용했던 것으로 일반적으로 믿어지는 우라르투는 아르메니아 민족주의에서 중요한 역할을 했다.

## 역사

### 기원

아라무 치세의 우라르투, 기원전 860년–기원전 840년

샬마네세르 1세(기원전 1274년경)의 아시리아 비문에서 우라르투는 기원전 13세기부터 11세기까지 아르메니아고원에 있던 작은 왕국들과 부족 국가들의 느슨한 연맹인 나이리의 한 국가로 처음 언급되었고, 그는 이를 정복했다. 우라르투 자체는 반호 주변 지역에 있었다. 나이리 국가들은 중아시리아 제국과 신아시리아 제국에 의해 반복적으로 공격과 침략을 받았는데, 이 제국들은 남쪽의 상부 메소포타미아와 북부 시리아에 위치했으며, 특히 투쿨티-니누르타 1세(기원전 1240년경), 티글라트-필레세르 1세(기원전 1100년경), 아슈르-벨-칼라(기원전 1070년경), 아다드-니라리 2세(기원전 900년경), 투쿨티-니누르타 2세(기원전 890년경), 아슈르나시르팔 2세(기원전 883년–기원전 859년)의 통치 하에 있었다.
우라르투는 기원전 9세기에 신아시리아 제국에 강력한 북부 라이벌로 아시리아어 비문에서 다시 등장했다. 나이리 국가와 부족들은 아라무(기원전 860년–기원전 843년경) 왕 아래 통일 왕국을 형성했으며, 그의 수도인 수구니아와 아르자슈쿤은 신아시리아 황제 샬마네세르 3세에 의해 점령되었다.
우라르투학자 폴 지만스키(Paul Zimansky)는 우라르투인, 또는 적어도 아라무 이후 그들의 통치 가문이 종교적 수도인 무사시르에서 반호 지역으로 북서쪽으로 이주했을 수도 있다고 추측했다. 지만스키에 따르면, 우라르투의 지배층은 소수였으며 민족적, 문화적, 언어적으로 다양한 인구를 통치했다. 지만스키는 우라르투의 왕들이 스스로 다양한 민족적 배경을 가졌을 수도 있다고 주장하기까지 했다.

### 성장

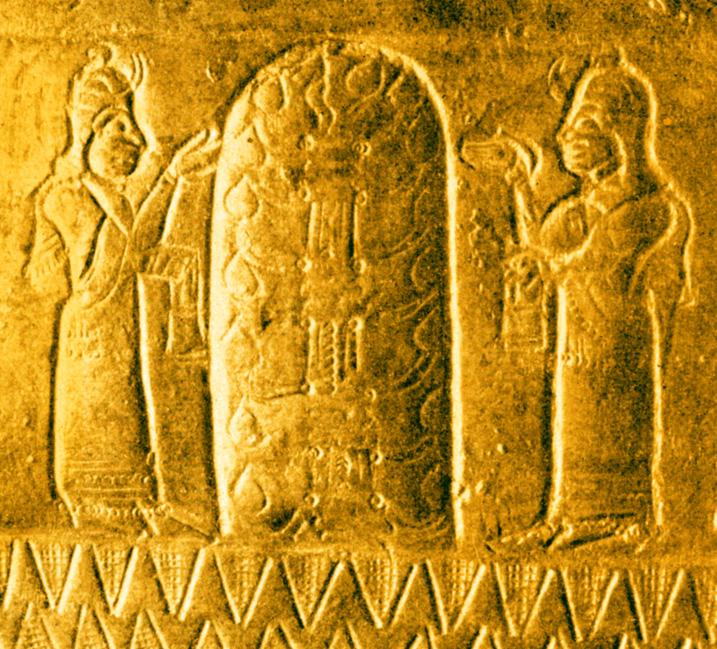
아르기쉬티스 1세 시대의 청동 투구 파편. 고대 사회에서 유행했던 "생명나무"가 묘사되어 있다. 이 투구는 카르미르-블루르(붉은 언덕)의 테이셰바이니 요새 발굴 중 발견되었다.

아시리아는 기원전 9세기 전반 수십 년 동안 일시적인 정체기를 겪었는데, 이는 우라르투의 성장에 도움이 되었다. 짧은 시간 내에 우라르투는 근동에서 가장 크고 강력한 국가 중 하나가 되었다.
루티프리의 아들 사르두리 1세(기원전 832년–기원전 820년경)는 새로운 왕조를 세우고 샬마네세르 3세가 이끄는 남쪽으로부터의 아시리아 공격에 성공적으로 저항했으며, 국가의 군사력을 강화하고 수도를 투슈파(현대 튀르키예 반, 반호 호반)로 옮겼다. 그의 아들 이쉬푸이니(기원전 820년–기원전 800년경)는 이웃 국가 무사시르를 합병했는데, 무사시르는 우라르투 왕국의 중요한 종교 중심지가 되었고 칼디 숭배를 도입했다.
이쉬푸이니는 또한 우라르투어로 글을 쓴 최초의 우라르투 왕이었다 (이전 왕들은 아시리아어로 기록을 남겼다). 그는 아들 사르두리 2세를 부왕으로 삼았다. 무사시르를 정복한 후, 이쉬푸이니는 샴시-아다드 5세의 공격을 받았다. 그의 공동 섭정이었고 후계자였던 메누아스(기원전 800년–기원전 785년경)도 왕국을 크게 확장하고 넓은 지역에 비문을 남겼다. 이쉬푸이니와 메누아스의 공동 통치 기간 동안, 그들은 자신들의 영토를 나이리로 지칭하는 대신 비아닐리를 선택했다.
우라르투는 메누아스의 아들 아르기쉬티스 1세(기원전 785년–기원전 760년경) 치세에 군사력이 절정에 달하여 고대 근동에서 가장 강력한 왕국 중 하나가 되었다. 아르기쉬티스 1세는 아라스강과 세반호를 따라 더 많은 영토를 추가했으며, 샬마네세르 4세의 그에 대한 원정을 좌절시켰다. 아르기쉬티스는 또한 기원전 782년에 에레부니 요새를 포함한 여러 새로운 도시를 건설했다. 히타이트와 수파니에서 온 6600명의 전쟁 포로들이 이 새로운 도시에 정착했다.

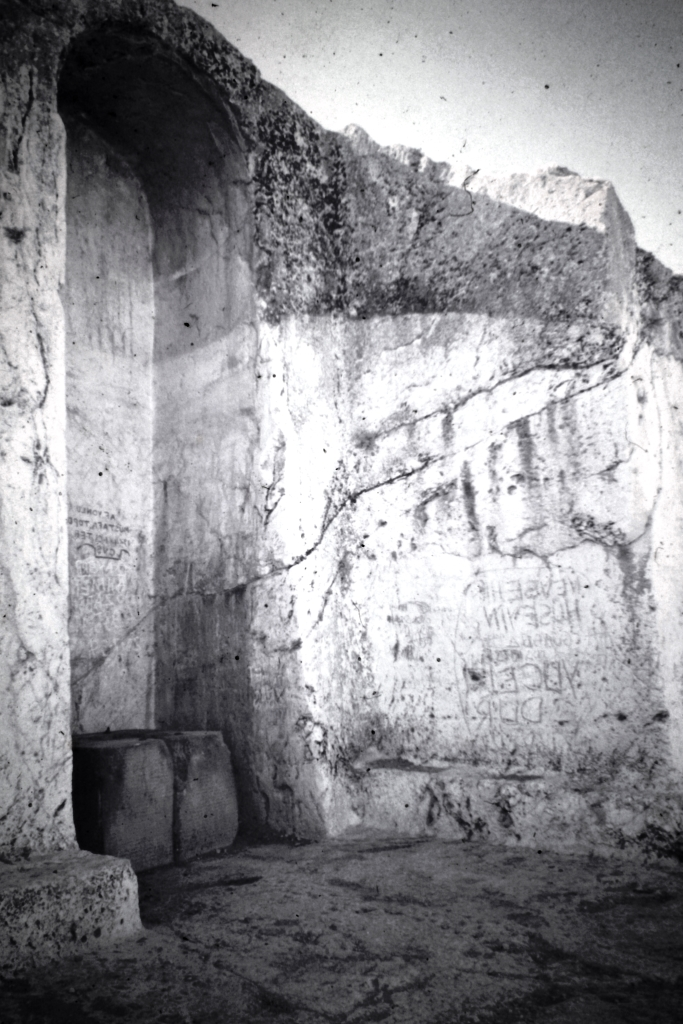
우라르투 석비 파괴된 유물, 반 성채, 1973년.

절정기에 우라르투 왕국은 아라스강과 세반호 북쪽 너머까지 뻗어 오늘날의 아르메니아와 심지어 오늘날 조지아 남부까지, 거의 흑해 연안까지 이르렀다. 서쪽으로는 유프라테스강의 발원지까지, 동쪽으로는 오늘날 타브리즈, 우르미아호, 그리고 그 너머까지, 남쪽으로는 티그리스강의 발원지까지 뻗어 있었다.
아시리아의 티글라트-필레세르 3세는 재위 첫 해(기원전 745년)에 우라르투의 사르두리 2세를 물리쳤다. 그곳에서 아시리아인들은 남쪽에서는 견줄 데 없는 기병과 말을 발견했는데, 이 말들은 망아지 때부터 길들여져 아시리아의 전쟁 마차에 매어졌다.

### 쇠퇴와 회복
기원전 714년에 우라르투 왕국은 킴메르족의 침략과 사르곤 2세의 원정으로 심각한 피해를 입었다. 무사시르의 주요 신전은 약탈당했고, 우라르투 왕 루사스 1세는 우르미아호에서 사르곤 2세에게 치명적인 패배를 당했다. 그는 이후 수치심에 자살했다.
루사스의 아들 아르기쉬티스 2세(기원전 714년–기원전 685년)는 킴메르족에 대한 우라르투의 위상을 회복했지만, 더 이상 아시리아에 위협이 되지 않았고, 기원전 705년 아시리아의 새로운 왕 센나케립과 평화 조약을 맺었다. 이는 결국 우라르투가 긴 발전과 번영의 시기로 진입하는 데 도움이 되었으며, 이는 아르기쉬티스의 아들 루사스 2세(기원전 685년–기원전 645년)의 치세 동안 계속되었다.
그러나 루사스 2세 이후, 우라르투는 킴메르족과 스키타이족 침략자들의 끊임없는 공격으로 약해졌다. 그 결과, 우라르투는 아시리아에 의존하게 되었는데, 이는 루사스 2세의 아들 사르두리스 3세(기원전 645년–기원전 635년)가 아시리아 왕 아슈르바니팔을 자신의 "아버지"라고 부른 것에서 입증된다.

### 멸망

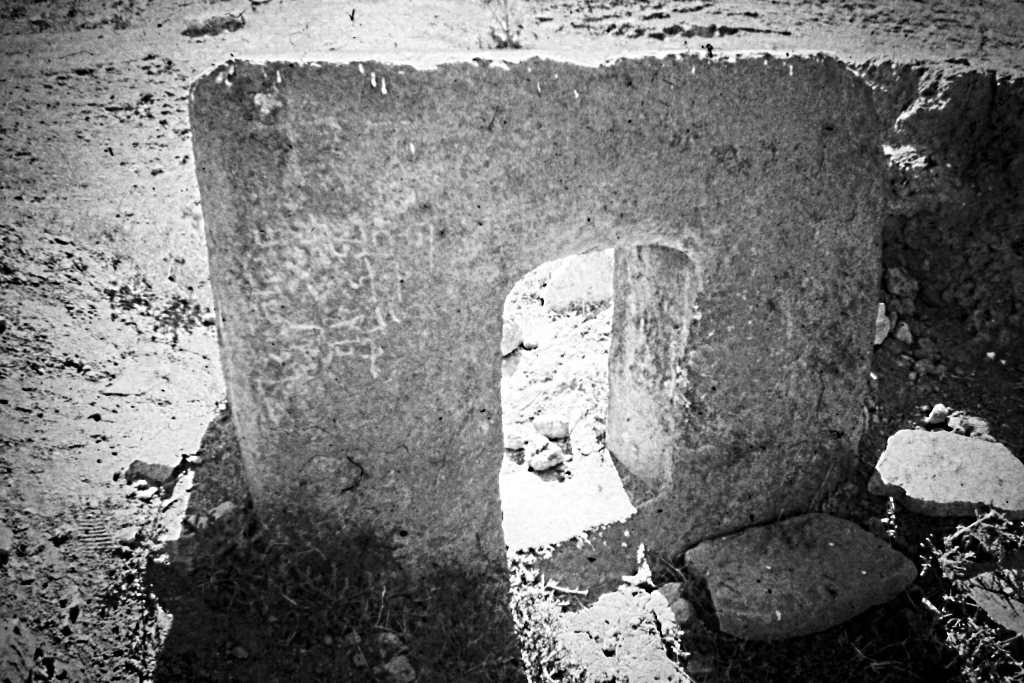
반 근처 우라르투 석조 아치, 1973년.

우라르투 비문에 따르면, 사르두리스 3세 다음으로 두 명의 왕이 통치했는데, 루사스 3세(루사 에리메나히라고도 함)(기원전 620년–기원전 609년)와 그의 아들 루사스 4세(기원전 609년–기원전 590년 또는 기원전 585년)이다. 루사스 3세의 아버지인 에리메나가 기원전 635년부터 기원전 620년까지 통치했을 수도 있다는 추측이 있지만, 그에 대해 알려진 바는 거의 없다. 루사스 3세가 새로운 왕조를 세웠고 그의 아버지 에리메나가 왕이 아니었을 가능성도 있다.
기원전 7세기 후반 (사르두리스 3세의 통치 중 또는 이후)에 우라르투는 스키타이족과 그들의 동맹인 메디아에게 침략당했다. 기원전 612년에 메디아의 왕 키악사레스는 바빌론의 나보폴라사르와 스키타이족과 함께 내전으로 돌이킬 수 없을 정도로 약화된 아시리아를 정복했다. 메디아인들은 기원전 590년에 우라르투의 수도 반을 점령하여 사실상 우라르투의 주권을 종식시켰다. 그러나 일부 역사가들은 우라르투가 기원전 6세기 중반까지 존속하다가 결국 키루스 2세에게 멸망했다고 믿는다. 이 시기의 많은 우라르투 유적들은 화재로 인한 파괴의 증거를 보여준다.

### 아르메니아의 등장

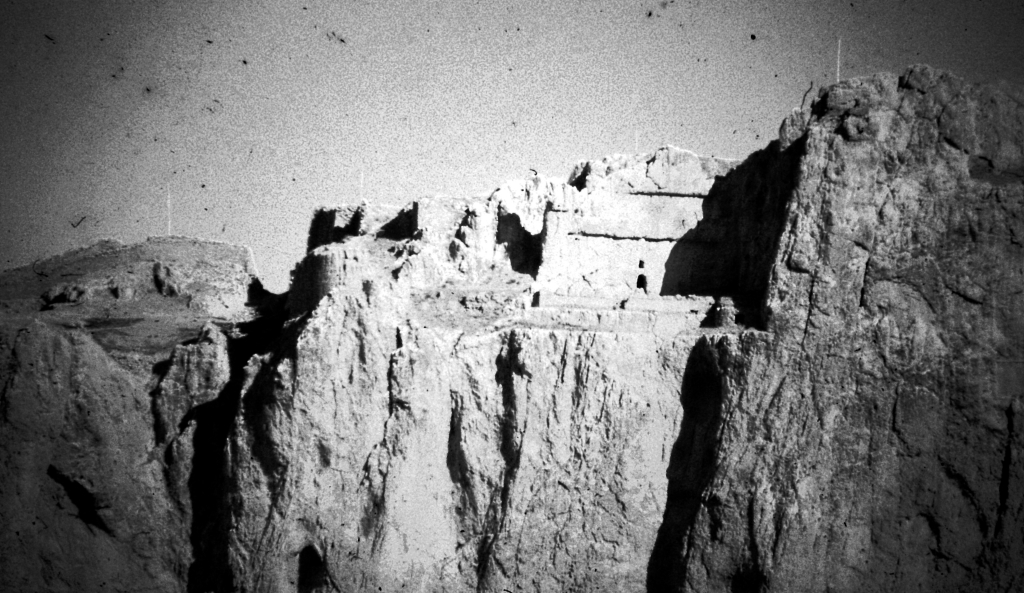
우라르투 무덤 유적, 반 성채, 1973년.

반 왕국은 기원전 590년에 멸망했으며, 6세기 후반에는 아르메니아 속주로 대체되었다. 반 왕국의 멸망과 아르메니아 속주의 등장 사이에 이 지역에서 무슨 일이 일어났는지는 거의 알려져 있지 않다. 역사가 투라지 다르야이(Touraj Daryaee)에 따르면, 기원전 521년 다리우스 1세에 대한 아르메니아 반란 당시 아르메니아 또는 아르메니아인들과 관련된 일부 인명 및 지명은 우라르투 기원이었으며, 이는 우라르투 멸망 이후에도 아르메니아 내부에 우라르투 요소가 잔존했음을 시사한다. 베히스툰 비문(기원전 522년경)은 아르메니아와 아르메니아인들을 우라르투와 우라르투인들의 동의어로 언급한다. 지명 우라르투는 사라지지 않았지만, 아르메니아 왕국 중심부에 있는 아야라트 주의 이름은 그 연속체로 여겨진다.

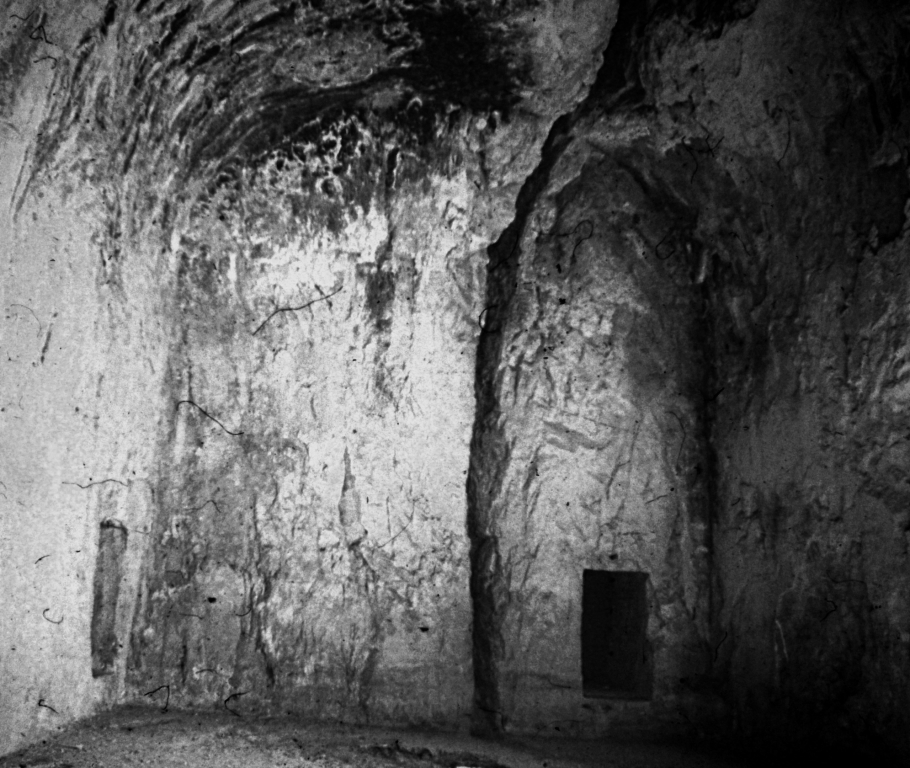
우라르투 왕실 무덤. 반 성채, 1973년

 아르메니아의 정체성이 이 지역에서 발전하면서 우라르투의 기억은 희미해지고 사라졌다. 그 역사의 일부는 민간 설화로 전해져 아르메니아에 보존되었는데, 모브세스 호레나치가 5세기에 쓴 《아르메니아 역사》에서 뒤죽박죽된 전설의 형태로 기록되었다. 그는 반에서 아시리아와 전쟁을 벌인 최초의 아르메니아 왕국에 대해 이야기한다. 호레나치의 아시리아와의 전쟁 이야기는 우라르투의 재발견에 기여했다.
헤로도토스에 따르면, 알라로디아인들은 아케메네스 제국의 18번째 사트라피의 일부였으며, 크세르크세스 1세의 대군에서 특별 파견군을 구성했다. 일부 학자들은 알라로디아인들을 우라르투인들과 연결시키려 시도했으며, 알라로디아가 우라르투인/아라라트인의 이름 변형이라고 제안했다. 이 이론에 따르면, 18번째 사트라피의 우라르투인들은 이후 아르메니아 민족에 흡수되었다. 그러나 현대 역사가들은 알라로디아와 우라르투인들의 연결에 의문을 제기했다.
2017년에 발표된 연구에서는 우라르투의 고대 4개 해골과 현대의 아르메니아 및 아르차흐 공화국에서 발견된 7,800년에 걸친 다른 고대 인구 집단의 완전한 미토콘드리아 DNA를 분석했다. 이 연구는 현대 아르메니아인들이 이 고대 해골들과 가장 적은 유전적 거리를 가지고 있음을 보여준다. 또한, 일부 학자들은 우라르투인들이 아르메니아인들의 가장 쉽게 식별할 수 있는 조상이라고 주장했다.
19세기 재발견 이후, 적어도 부분적으로 아르메니아어를 사용했던 것으로 일반적으로 믿어지는 우라르투는 아르메니아 민족주의에서 중요한 역할을 했다.

## 지리

우라르투 기원전 715년-713년

우라르투는 서쪽의 유프라테스강에서 동쪽의 우르미아호까지, 북쪽의 캅카스산맥에서 남쪽의 이라크 북부 자그로스산맥까지 약 200000 km2의 면적을 포함했다. 좀 더 구체적으로, 우라르투는 북쪽의 동부 폰토스, 북동쪽의 말리캅카스산맥, 남쪽의 토로스산맥 산맥에 직접 둘러싸인 지역이었다. 그 중심은 현재 동아나톨리아에 위치한 반호 주변이었다.
전성기에 우라르투는 북쪽으로 아라스강과 세반호 너머까지 뻗어 오늘날의 아르메니아, 심지어 오늘날 조지아 남부(쿠라강까지)까지 포함했다. 토로스산맥은 또한 남쪽의 위협, 특히 아시리아인들로부터의 자연 방벽 역할을 했다. 그 경계 내의 고고학 유적지로는 알틴테페, 톱락칼레, 파트노스, 하이카베르트 등이 있다. 우라르투 요새로는 에레부니 요새(현재 예레반), 반 요새, 아르기슈티히닐리, 안자프, 하이카베르트, 바슈칼레, 그리고 테이셰바이니(카르미르 블루르, 붉은 언덕) 등이 있다.

### 검문소
카얄리데레 성은 우라르투 왕국이 반호에서 서쪽으로 주변 지역을 통제할 수 있게 한 중요한 중심지 중 하나이다.

## 발견

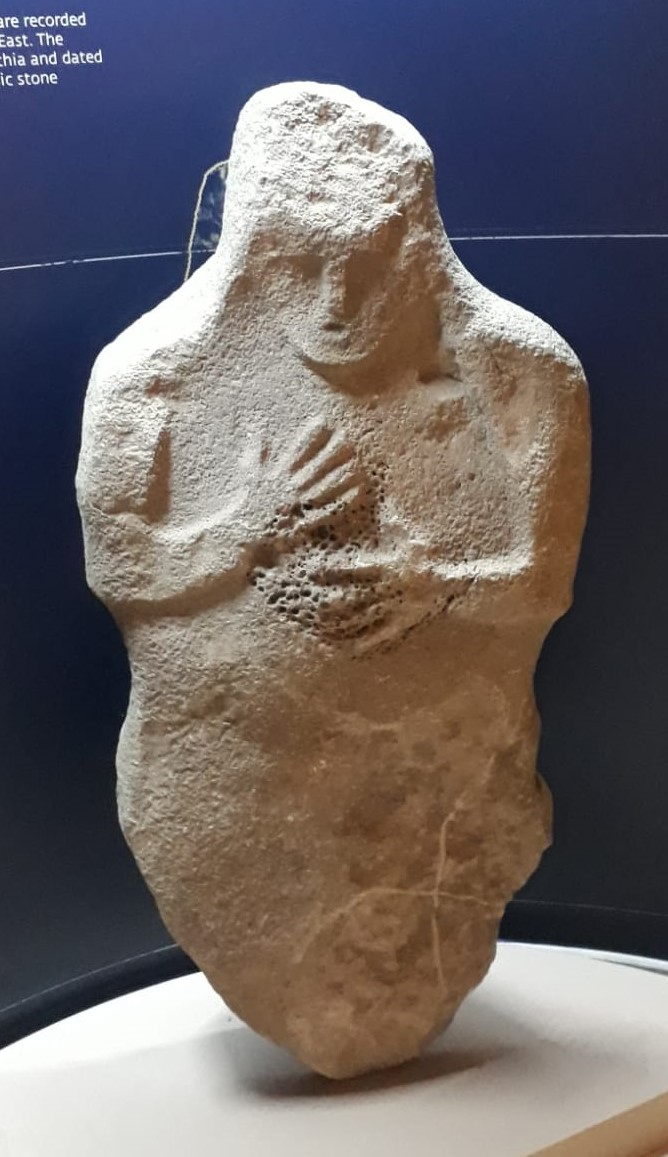
블라느크-하스페트 성 박물관에 있는 우라르투 블라느크 스텔라.

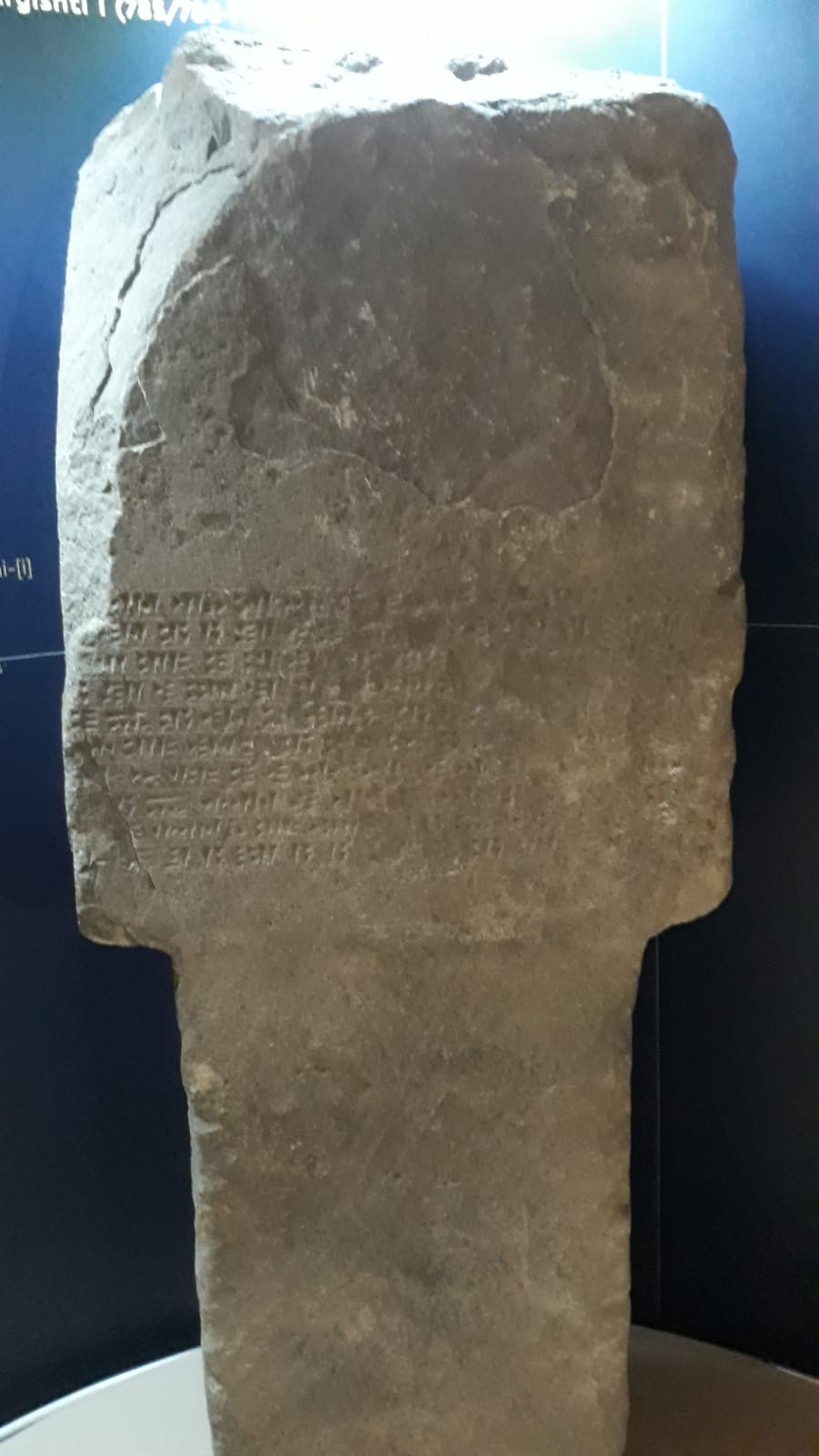
비틀리스 아흘라트 박물관에 있는 우라르투 왕 아르기쉬티스 1세의 아르인츠쿠스 아르기쉬티 스텔라, 기원전 785년에서 756년 사이.

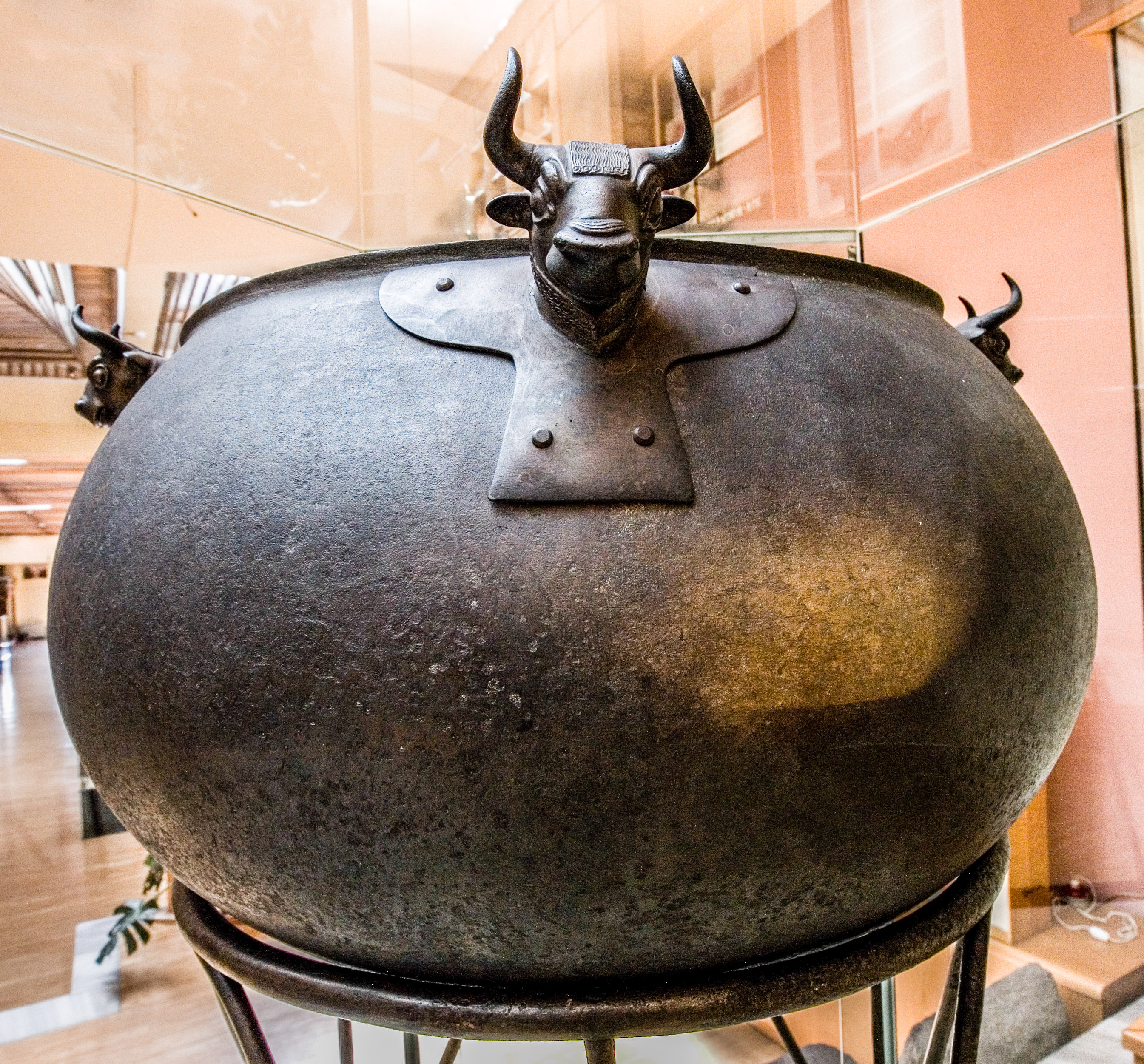
앙카라의 아나톨리아 문명 박물관에 있는 우라르투 솥

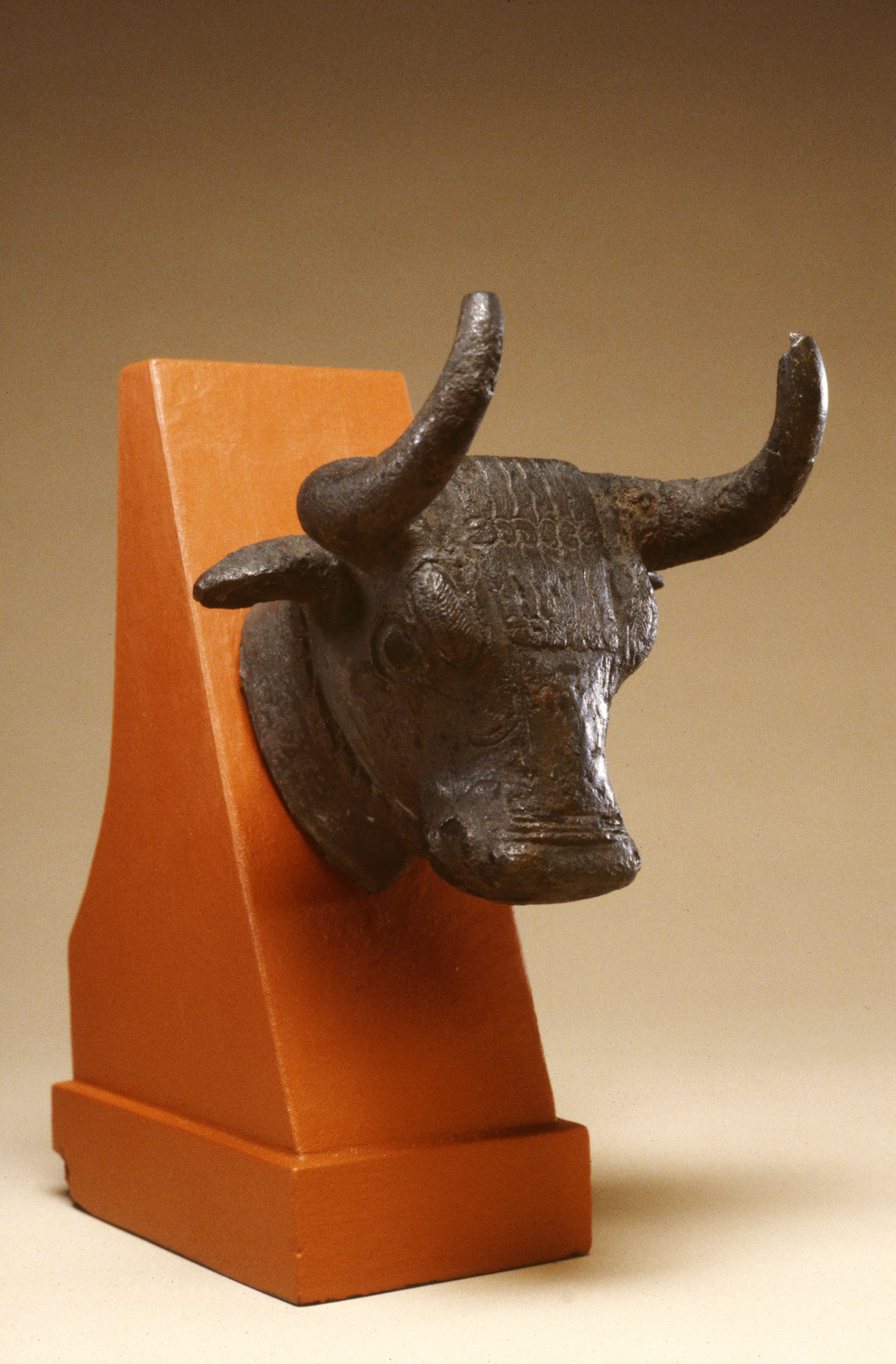
황소 머리, 우라르투, 기원전 8세기. 이 머리는 위에 보이는 것과 비슷한 거대한 가마솥의 가장자리에 부착되었다. 월터스 미술관 소장.

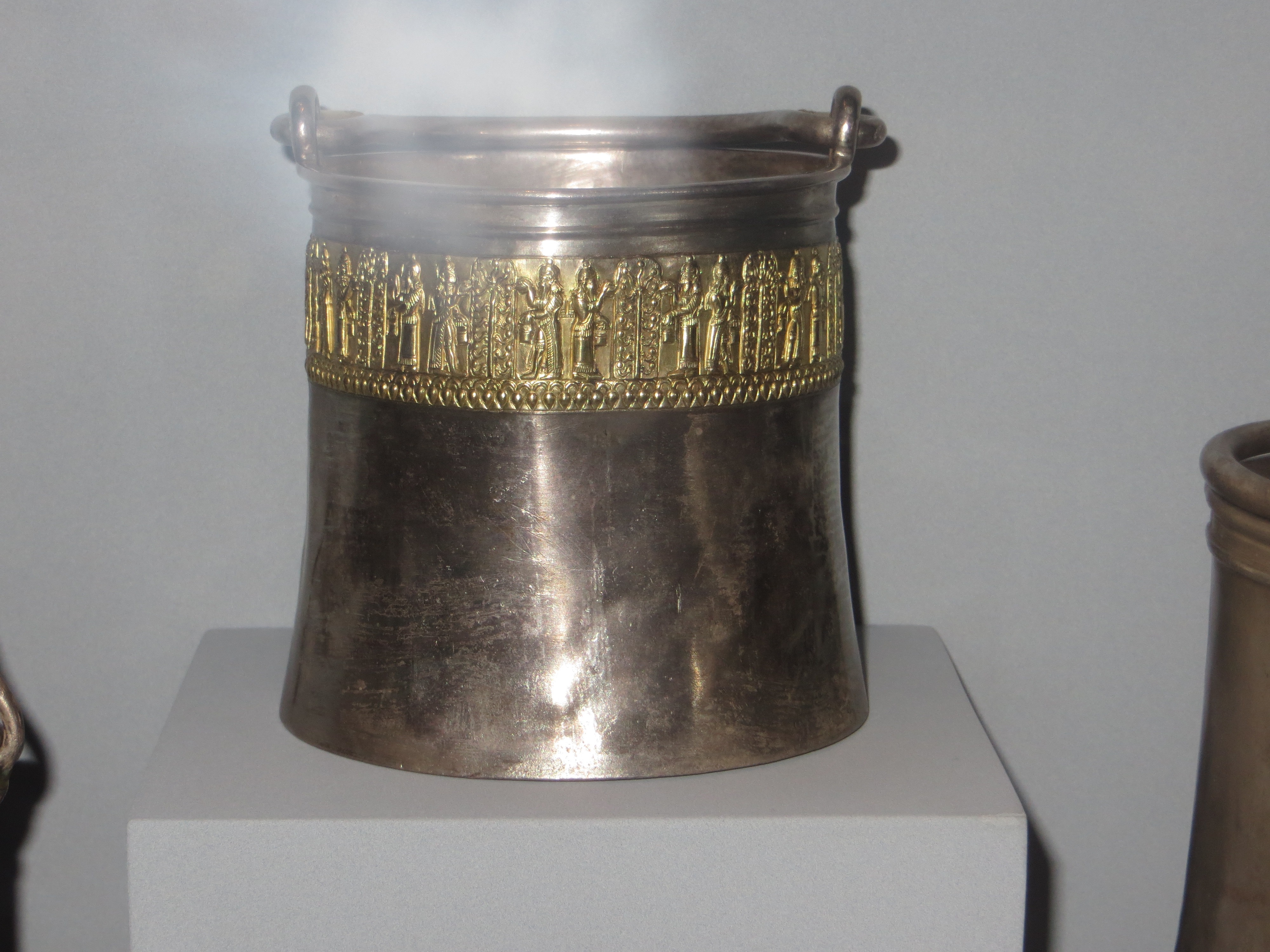
스위스 샤프하우젠의 알러헤일리겐 박물관에 있는 우라르투 은제 양동이. 이누스푸아 왕자의 무덤에서 나왔다고 전해짐, 기원전 810년

우라르투 비문은 무쉬 중심부 근처 언덕에 위치한 케페네크 성과 알라즐리, 코르쿠트에서 발견되었다. 중세 아르메니아 역사가 모브세스 호레나치(그는 반의 우라르투 유적을 묘사하며 이를 전설적인 아름다운 아라와 세미라미스 여왕의 것으로 돌렸다)의 기록에 영감을 받아, 프랑스 학자 앙투안-장 생-마르탱은 프랑스 동양 학회를 대표하여 1827년에 독일 교수 프리드리히 에두아르트 슐츠를 반 지역으로 파견할 것을 정부에 제안했다. 슐츠는 부분적으로 아시리아어, 부분적으로는 알려지지 않은 언어로 된 수많은 쐐기 문자 비문을 발견하고 복사했다. 슐츠는 또한 현재 이라크-이란 국경의 켈리신 고개에 위치한 아시리아-우라르투 이중 언어 비문이 새겨진 켈리신 비문을 발견했다. 그의 초기 발견에 대한 요약 보고서는 1828년에 출판되었다. 슐츠와 그의 하인 네 명은 1829년 바슈칼레 근처에서 쿠르드인에게 살해당했다. 그의 기록은 나중에 회수되어 1840년 파리에서 출판되었다. 1828년에 영국 아시리아학자 헨리 크레스윅 로울린슨은 켈리신 비문의 비문을 복사하려 했으나, 비문 전면의 얼음 때문에 실패했다. 독일 학자 R. 로슈도 몇 년 후 비슷한 시도를 했으나, 그와 그의 일행은 공격을 받아 살해당했다.
1840년대 후반 오스텐 헨리 레이어드 경은 반 성채의 우라르투 암벽 묘를 조사하고 묘사했는데, 여기에는 아르기쉬티 방도 포함되어 있었다. 1870년대부터 현지 주민들이 톱락칼레 유적을 약탈하기 시작하여 그 유물들을 유럽 컬렉션에 팔았다. 1880년대에는 영국박물관을 대신하여 호르무즈드 라쌈이 조직한 부실한 발굴이 이루어졌다. 거의 아무것도 제대로 문서화되지 않았다.
우라르투 비문의 첫 체계적인 수집, 즉 전문 분야로서의 우라르투학의 시작은 1870년대 아치볼드 헨리 세이스 경의 탐사와 함께 시작된다. 넴루트산의 발견자인 독일 엔지니어 칼 제스터는 1890/1년에 더 많은 비문을 수집했다.
발데마르 벨크는 1891년에 이 지역을 방문하여 루사 비문을 발견했다. 1893년에 계획된 추가 탐험은 튀르키예-아르메니아 적대 행위로 인해 저지되었다. 벨크는 레만-하우프트와 함께 1898/9년에 이 지역을 다시 방문하여 톱락칼레를 발굴했다. 이 탐험에서 벨크는 켈리신 비문에 도달했지만, 쿠르드족에게 공격을 받아 간신히 목숨을 건졌다. 벨크와 레만-하우프트는 두 번째 시도에서 다시 비문에 도달했지만, 날씨 조건으로 인해 비문을 복사하는 것을 다시 막혔다. 벨크에 대한 또 다른 공격이 빌헬름 2세의 외교적 개입을 유발하자, 압뒬하미트 2세 술탄은 벨크에게 8만 금 마르크의 배상금을 지불하는 데 동의했다. 제1차 세계 대전 동안 반호 지역은 잠시 러시아의 통제 하에 있었다. 1916년, 러시아 학자 니콜라이 마르와 이오시프 오르벨리는 반 요새 발굴 중 사르두리 2세의 연대기를 담은 네 면 비문을 발굴했다. 1939년에 보리스 피오트로프스키는 카르미르 블루르를 발굴하여 전쟁의 신 테이셰바의 도시인 테이셰바이니를 발견했다. 1938년-40년 미국 학자 키르솝 레이크와 실바 레이크의 발굴은 제2차 세계 대전으로 중단되었고, 독일 잠수함이 그들의 배인 SS 아테니아를 어뢰로 공격하여 대부분의 발굴품과 현장 기록이 유실되었다. 그들의 남아있는 문서는 1977년 만프레드 코르프만에 의해 출판되었다.
전쟁 후 새로운 발굴 단계가 시작되었다. 발굴은 처음에는 소비에트 아르메니아로 제한되었다. 루사스 2세의 통치 시대로 거슬러 올라가는 카르미르 블루르 요새는 보리스 피오트로프스키가 이끄는 팀에 의해 발굴되었으며, 우라르투 유적 발굴자들이 처음으로 그들의 발견을 체계적으로 출판했다. 1956년부터 찰스 A. 버니는 반호 지역의 많은 우라르투 유적지를 식별하고 스케치 조사를 했으며, 1959년부터 타흐신 외즈귀치가 이끄는 터키 탐험대는 알틴테페와 아리프 에르젠을 발굴했다.
1960년대 후반에는 이란 북서부의 우라르투 유적지가 발굴되었다. 1976년, 미료 살비니가 이끄는 이탈리아 팀은 중무장한 군사 호위를 받으며 마침내 켈리신 비문에 도달했다. 그 후 걸프 전쟁으로 인해 이 유적지들은 고고학 연구가 불가능해졌다. 옥타이 벨리는 터키 영토의 우라르투 유적지 발굴을 재개했다. 1989년에는 반에서 북쪽으로 35 km 떨어진 곳에서 루사스 2세가 건설한 기원전 7세기 요새인 아야니스(Ayanis)가 발견되었다. 발굴에도 불구하고, 터키, 이란, 이라크, 아르메니아에 알려진 300개의 우라르투 유적지 중 3분의 1에서 절반 정도만이 고고학자들에 의해 조사되었다 (바르트케 1993). 보호받지 못하는 많은 유적지들은 보물과 기타 판매 가능한 고대 유물을 찾는 현지 주민들에 의해 약탈당했다.
2017년 11월 12일, 터키 고고학자들이 반호 주변 수중 발굴에서 우라르투 성의 유적을 발견했다고 발표되었다. 이 성은 기원전 8세기 또는 7세기로 거슬러 올라간다.

## 경제와 정치
우라르투의 경제 구조는 고대 세계의 다른 국가, 특히 아시리아와 유사했다. 국가는 농업에 크게 의존했으며, 이는 중앙 집중식 관개를 필요로 했다. 이러한 작업은 왕들이 관리했지만, 자유 주민들과 아마도 전쟁 포로들이 제공한 노예 노동에 의해 수행되었다. 왕실 총독, 영향력 있는 사람들, 그리고 아마도 자유민들은 자신들의 할당량을 가지고 있었다. 국가 내의 개별 지역은 중앙 정부에 곡물, 말, 소 등을 세금으로 납부해야 했다. 평화 시기에는 우라르투가 아시리아와 활발한 무역을 했을 것으로 추정되며, 가축, 말, 철, 포도주 등을 공급했다.
|                                                                                            |                                                                                            |                                                                                            |                                                                                            |                      |
| 반호 근처에서 발견된 철제 갈고리의 일부와 루사히닐리(톱락칼레) 발굴 중 발견된 철제 쟁기 날 | 반호 근처에서 발견된 철제 갈고리의 일부와 루사히닐리(톱락칼레) 발굴 중 발견된 철제 쟁기 날 | 반호 근처에서 발견된 철제 갈고리의 일부와 루사히닐리(톱락칼레) 발굴 중 발견된 철제 쟁기 날 | 반호 근처에서 발견된 철제 갈고리의 일부와 루사히닐리(톱락칼레) 발굴 중 발견된 철제 쟁기 날 | 우라르투 안장 방앗돌 |

고고학적 자료에 따르면, 우라르투 영토의 농업은 신석기 시대부터, 심지어 기원전 3천년기에도 발전했다. 우라르투 시대에는 농업이 잘 발달했으며, 작물 선택 및 가공 방법에 있어 아시리아 방식과 밀접하게 관련되어 있었다. 쐐기 문자 자료에 따르면, 우라르투에서는 밀, 보리, 참깨, 기장, 에머밀을 재배했고, 정원과 포도밭을 가꾸었다. 우라르투 국가의 많은 지역은 인공 관개를 필요로 했으며, 이는 국가의 전성기에 우라르투 통치자들이 성공적으로 조직했다. 여러 지역에는 주로 아르기쉬티스 1세와 메누아스 시대에 건설된 고대 관개 운하가 남아 있으며, 일부는 여전히 관개에 사용되고 있다.

## 예술과 건축

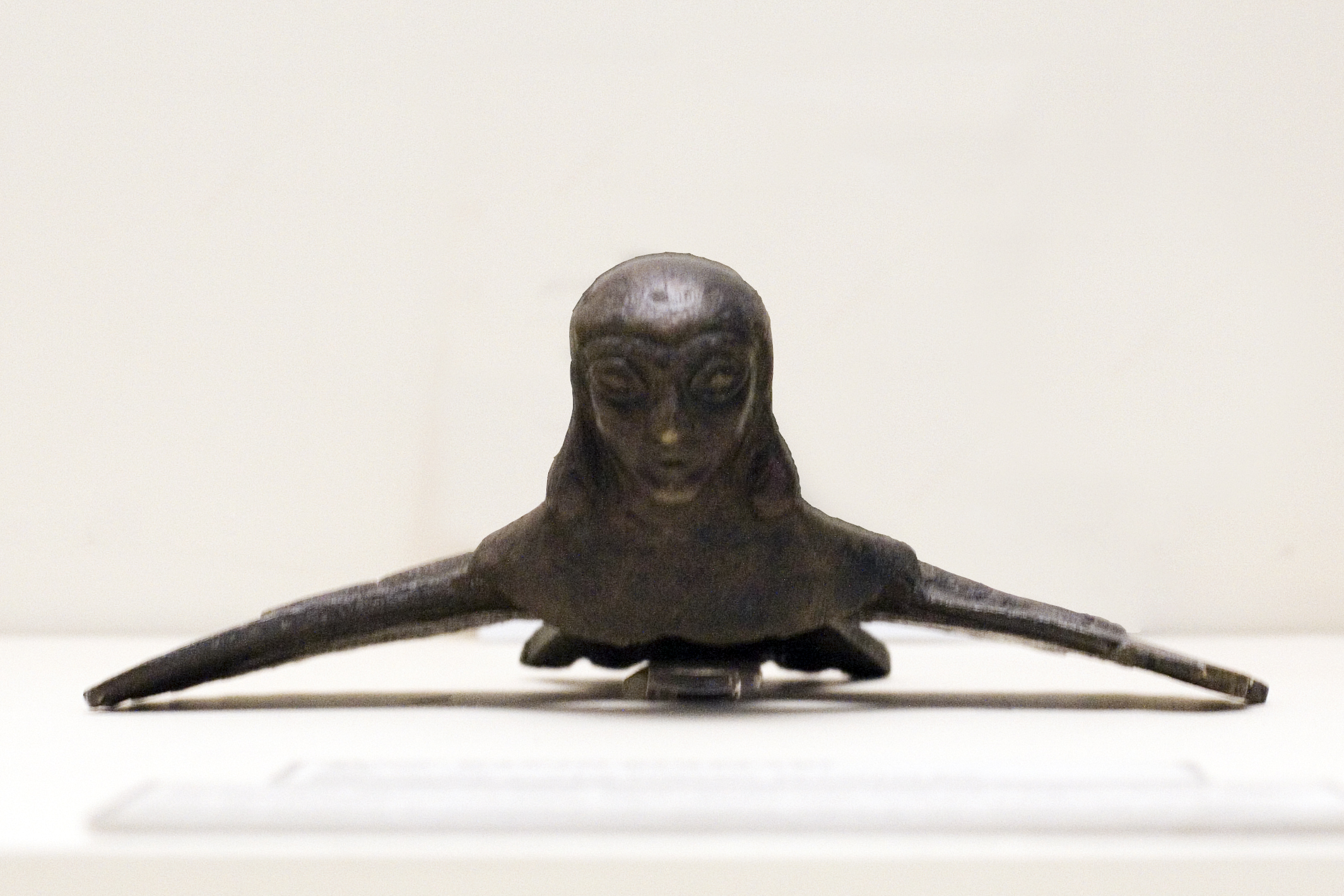
투슈푸에아 날개 달린 여신 청동상, 현수 고리 있음

견고한 석조 건축물과 흙벽돌 유적이 많이 남아 있으며, 특히 소실된 경우 생존에 도움이 된다. 석조 유적은 주로 요새와 벽, 신전과 영묘, 그리고 많은 암벽 건축 묘지이다. 지역별로 변형된 양식은 이웃 문화에 비해 석재 사용이 더 많았기 때문에 독특한 특징을 보여준다. 일반적인 신전은 정사각형이며, 내부 개방 공간만큼 두꺼운 석벽을 가졌지만 상부는 흙벽돌을 사용했다. 이들은 성채의 가장 높은 지점에 위치했으며, 남아 있는 묘사에 따르면 높고 아마도 박공 지붕을 가졌다. 수직성을 강조하는 점은 후기 기독교 아르메니아 건축에 영향을 미쳤다고 주장된다.
우라르투 미술은 특히 정교한 밀랍 주조 청동 유물, 즉 무기, 조각상, 제물용 거대한 솥을 포함한 그릇, 가구 부속품, 투구 등으로 유명하다. 상아 및 뼈 조각, 프레스코, 원통 인장, 그리고 물론 도기류 유물도 남아 있다. 일반적으로 이들의 양식은 이웃 문화의 영향이 다소 덜 세련되게 혼합된 형태이다. 고고학적으로는 아시리아인들이 기원전 714년 무사시르에서 대량으로 약탈했다고 자랑했던 귀금속 보석류의 예는 비교적 적게 발견되었다.

## 종교

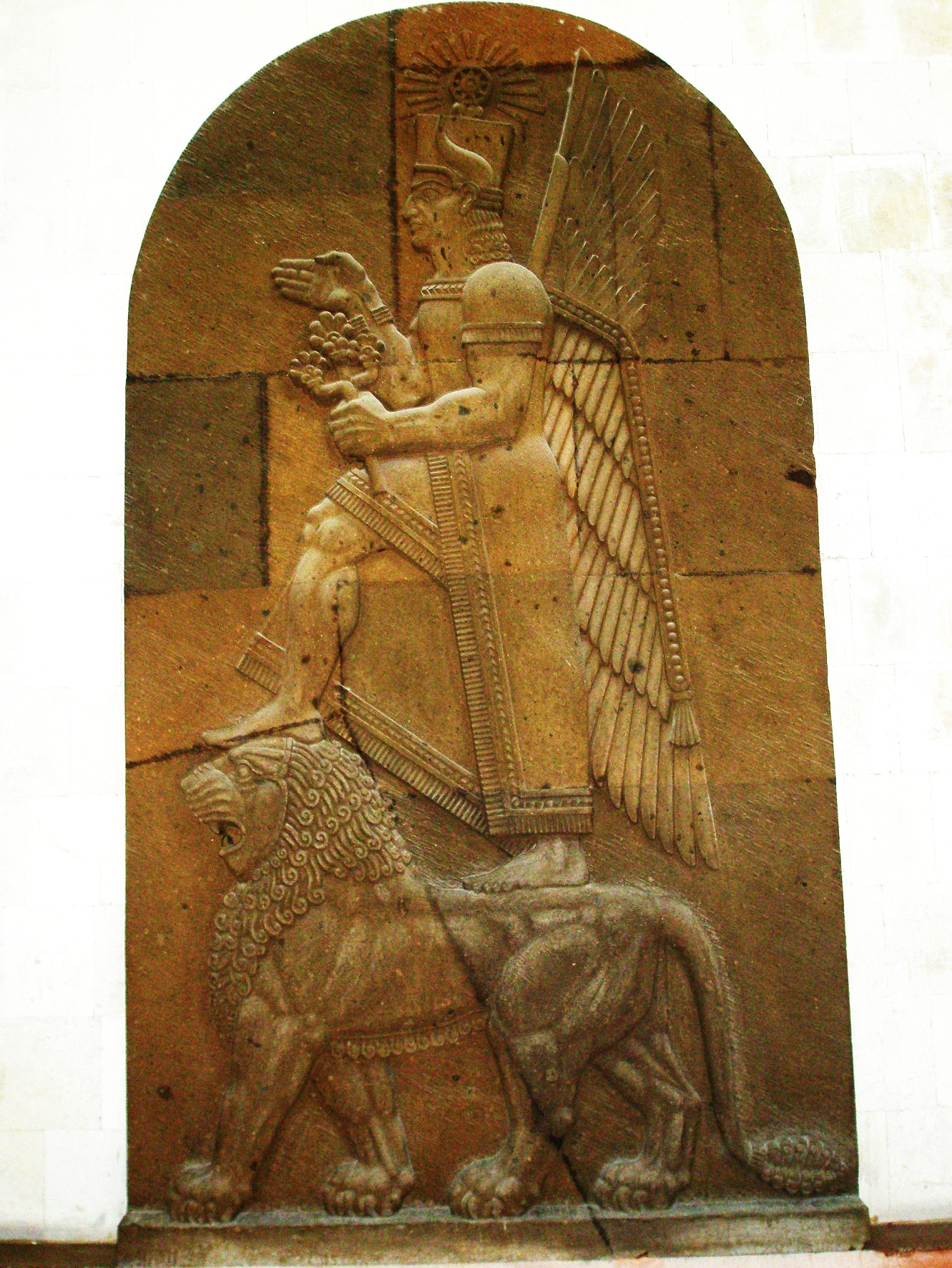
우라르투 원본을 기반으로 한 현대 칼디 신의 묘사

우라르투 판테온은 후르리인, 아카드인, 아르메니아인, 히타이트인의 신들이 다양하게 혼합된 것으로 보인다.
이쉬푸이니의 통치부터 우라르투 판테온은 칼디(최고신), 테이스파스(테이셰바, 천둥과 폭풍의 신, 때로는 전쟁의 신), 아르티니스(태양신)로 구성된 삼위일체가 이끌었다. 그들의 왕은 또한 칼디의 최고 사제 또는 사절이었다. 일부 칼디 신전은 왕궁 복합 단지의 일부였고, 다른 신전은 독립된 건물이었다.
우라르투 영토가 확장됨에 따라, 정복된 민족들이 숭배하던 많은 신들이 영토 합병을 확인하고 정치적 안정을 촉진하는 수단으로 우라르투 판테온에 통합되었다.
우라르투 판테온의 주요 신과 여신은 다음과 같다:
- 칼디
- 테이스파스
- 아르티니스 (시우이니)
- 아루바니 (바그바르티)
- 후투이니
- 세비투
- 쿠에라
- 투슈푸에아
- 셀라르디 또는 멜라르디
- 바바
- 아르투아라사우

칼디는 본래 우라르투 신이 아니라, 분명히 잘 알려지지 않은 아카드 신이었다 (이는 칼디의 주요 숭배 신전이 현대 라완디즈 근처에 있다고 여겨지는 무사시르에 위치한 것을 설명한다). 칼디는 처음부터 우라르투인들의 최고신으로 숭배되지 않았다. 그의 숭배는 이쉬푸이니 통치 때까지는 도입되지 않은 것으로 보인다.
테이스파스는 후르리 신 테슙의 변형이었다.
이고르 댜코노프와 뱌체슬라프 이바노프에 따르면, 시비니(시위니 또는 시우이니로 발음되었을 가능성이 높음)는 히타이트인에게서 차용되었을 가능성이 있다.
현대 반이 내려다보이는 메흐르의 문(메흐리-두르)에는 총 79개의 신들과 각 신에게 바쳐야 할 희생 제물의 종류(염소, 양, 소 등)가 나열되어 있다. 우라르투인들은 인신공양을 하지 않았다.
메흐르의 문에 언급된 신들 중 일부는 아르메니아 기원일 수 있으며, 여기에는 아라(또는 아르와)를 포함하여, 여신 셀라르디도 포함될 수 있다 (이 신의 성별과 이름에 대한 혼란이 있지만, 일부는 멜라르디로 읽어야 한다고 믿는다).
우라르투 판테온이 아르메니아고원 내에 위치한 산봉우리와 일치할 수 있다는 제안이 있었다.

## 언어
왕국의 정치 엘리트가 사용했던 문어의 현대 이름은 우라르투어이다. 이 언어는 아르메니아와 터키 동부 전역의 수많은 쐐기 문자 비문에서 확인된다. 반 왕국 시대에 우라르투 사람들이 다른 어떤 언어를 사용했는지는 알려지지 않았지만, 왕국 형성 이전에 원시 아르메니아어와 우라르투어 사이에 언어적 접촉이 있었다는 증거가 있다 (기원전 3천년기에서 2천년기 사이).
우라르투인들은 건축 비문에서 아시리아어, 문자, 형식을 사용했다. 이 언어와 문자는 기원전 9세기 후반 우라르투어가 사용될 때까지 사용되었다.

### 우라르투어
"우라르투어"는 우라르투 왕국의 쐐기 문자 비문에 사용된 사멸된 언어의 현대 명칭이다. 유일하게 알려진 친척은 후르리어이며, 이 둘은 작은 후르리우라르투어족을 구성한다. 이 언어를 지칭하는 다른 이름으로는 "할디아어" 또는 "신후르리어"가 있다. 그러나 후자의 용어는 문제가 있다고 여겨지는데, 현재 우라르투어와 후르리어가 공통 조상을 공유한다고 생각되기 때문이다. 이전에는 우라르투어가 후르리어에서 파생되었거나 후르리어의 방언이라고 생각되었다. 사실, 폴 지만스키에 따르면:
티스-아탈 왕실 비문에서 보이고 다양한 기원전 2천년기 초반 자료에서 재구성된 후르리어의 초기 방언은 후기 후르리어에서는 사라졌지만 우라르투어에는 존재하는 특징을 보여준다 (빌헬름 1988:63). 요컨대, 후르리어의 초기 단계를 더 많이 발견하거나 추론할수록 우라르투어와 더 비슷해진다 (그래그 1995:2170).

우라르투어는 에르가티브-앱솔루티브, 교착어이며, 셈어파도 인도유럽어족도 아닌 후르리우라르투어족에 속한다. 후르리우라르투어족은 반복적인 유전적 연결 시도에도 불구하고 다른 언어나 언어군과 관련이 없는 것으로 알려져 있다.
우라르투어의 예시는 우라르투 왕국 지역 전체에서 발견되는 아시리아 쐐기 문자로 쓰인 많은 비문에서 남아있다. 우라르투 내 쐐기 문자 비문의 대부분은 우라르투어로 쓰였지만, 소수는 아시리아의 공식 언어인 아시리아어로도 쓰였다.
또한 토착 우라르투 상형문자에 대한 주장도 있지만, 이는 불확실하다. 쐐기 문자 비문과는 달리, 우라르투 상형문자는 성공적으로 해독되지 않았다. 그 결과, 학자들은 어떤 언어가 사용되었는지, 또는 그것들이 애초에 문자 자체가 되는지에 대해 의견이 일치하지 않는다. 우라르투인들은 원래 이 지역에서 개발된 상형문자를 사용했을 것이지만, 나중에 대부분의 목적을 위해 아시리아 쐐기 문자를 채택했다. 기원전 8세기 이후, 상형문자는 종교적 및 회계 목적으로 제한되었을 것이다.

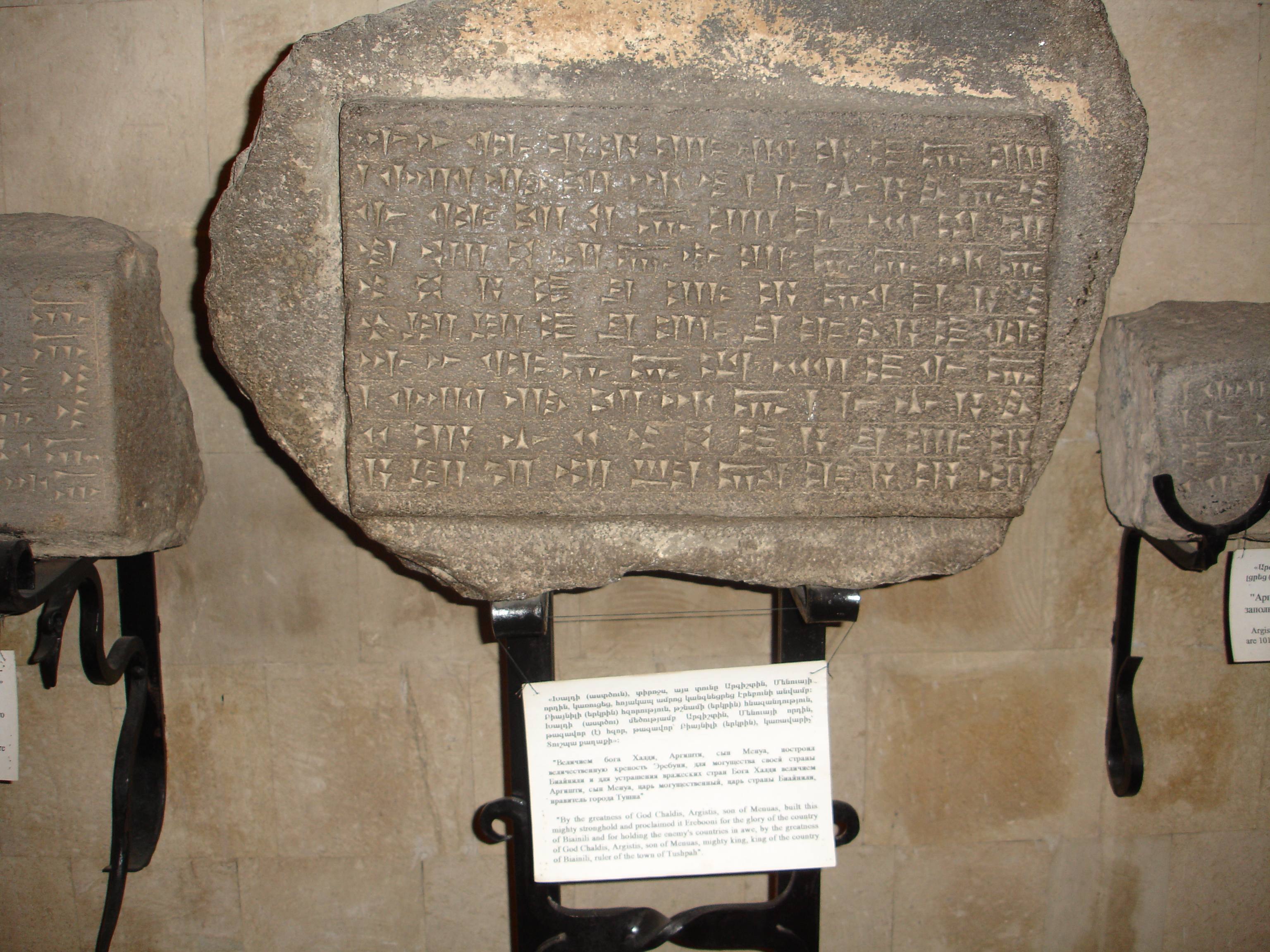
아르기쉬티스 1세가 에레부니 요새를 건설한 것을 기록한 우라르투 쐐기 문자.

우라르투 왕국은 지배 기간 동안 서로 다른 부족들을 통일시켰고, 각 부족은 고유한 문화와 전통을 가지고 있었다. 따라서 정치 구조가 파괴되었을 때, 통일된 우라르투 문화로 식별할 수 있는 것은 거의 남아 있지 않았다. 지만스키에 따르면:
오랜 문화적 통일성에 기반을 둔 것이 아니라, [우라르투]는 단지 권위의 상부구조였으며, 그 아래에는 크세노폰의 아나톨리아에서 번성했던 집단들이 번성할 수 있는 충분한 공간이 있었다. 우리는 새로운 민족의 대규모 유입, 민족 교체, 또는 문화 변화의 어떤 큰 메커니즘도 가정할 필요가 없다. 아르메니아인, 카르두초이, 칼다이오이, 타오초이는 우라르투 왕들이 확립한 지휘 구조 내에서 얼마든지 존재하고 숨겨질 수 있었다.

궁극적으로, 아르메니아 문자가 4세기에 만들어질 때까지 이 지정학적 지역에서 실제로 어떤 언어가 사용되었는지는 거의 알려져 있지 않다. 일부 학자들은 "아르미나"라는 민족명 자체와 아르메니아 속주에서 다리우스 1세에 대한 반란과 관련하여 확인된 다른 모든 이름들(고유명사 아라하, 할디타, 다드르시스, 지명 주자햐, 티그라, 우야마, 지역명 아우티야라)이 나중에 토착 아르메니아 자료에서 확인된 아르메니아어 언어 및 인명 자료와 관련이 없으며, 이란어군도 아니지만 우라르투어와 관련이 있는 것으로 보인다고 믿는다. 그러나 다른 학자들은 이 이름들 중 일부가 아르메니아어 또는 이란어 어원을 가지고 있다고 제안한다.

### 원시 아르메니아어
우라르투 멸망 이전에 원시 아르메니아어를 구사하는 인구가 존재했는지는 추측의 여지가 있지만, 아르메니아어에 우라르투어 단어가 존재하고 우라르투어에 아르메니아어 차용어가 존재한다는 것은 왕국 형성 이전인 초기 시기(기원전 3천년기에서 2천년기 사이)에 두 언어 간의 언어적 접촉과 긴 기간의 이중언어주의를 시사한다. 우라르투 왕들이 남긴 기록에 입증된 우엘리쿠니, 우두리-에티우니, 아빌리아니, 아르자슈쿤과 같은 원시 아르메니아어 어원을 가질 가능성이 있는 지명, 부족 이름, 신들, 그리고 아라무와 디아초니와 같은 인명, 아르시베디니와 아니쿠와 같은 신들이 존재한다는 것은 적어도 우라르투 북부 지역에 아르메니아어 구사 인구가 존재했음을 더욱 뒷받침한다. 우라르투 연맹은 고원의 서로 다른 민족들을 통일시켰고, 이는 고원 내에서 민족과 문화(아마도 아르메니아 부족 포함) 및 언어(아마도 원시 아르메니아어 포함)가 뒤섞이는 과정을 시작했다. 이러한 혼합은 궁극적으로 아르메니아어가 이 지역의 지배적인 언어로 부상하는 결과를 낳았다.
이고르 댜코노프, 기오르기 멜리키슈빌리, 미하일 니콜스키, 이반 메스차니노프와 같은 아시리아 및 우라르투 연구 전문가와 아르메니아의 공식 역사학이 지지하는 한 이론은 우라르투어가 국가의 공식 문어였을 뿐이며, 왕실 가족을 포함한 주민들은 원시 아르메니아어를 사용했다고 제안한다. 이 이론은 주로 쐐기 문자 비문에 사용된 우라르투어가 매우 반복적이고 어휘가 빈약하다는 사실(겨우 350~400개의 어근만 가짐)에 기반한다. 더욱이 250년 이상 사용되었음에도 불구하고 발전이 없다는 점은 이 언어가 비문이 작성될 때 이전에 더 이상 사용되지 않았거나 공식적인 목적으로만 사용되었음을 시사하는 것으로 해석된다.
1984년 타마즈 V. 감크렐리제와 이바노프가 제안한 보완 이론은 원시 인도유럽어의 고향(인도유럽어가 출현했을 위치)을 아르메니아고원에 두어, 우라르투 국가의 전 생애 동안 그 지역에 원시 아르메니아인이 존재했음을 의미한다. 이 이론은 더 인기 있는 쿠르간 가설보다 지지를 덜 받지만, 아르메니아 가설은 우라르투어가 구어가 아니라 단지 문어였음을 뒷받침하며, 아르메니아어가 기원전 3천년기의 원시 인도유럽어의 현지 발전이었다고 가정한다.

## 같이 보기
- 후르리인
- 후르리우라르투어족
- 만나이족

### 문헌
- 아슈하르베크 칼란타르, Materials on Armenian and Urartian History (with a contribution by Mirjo Salvini), Civilisations du Proche-Orient: Series 4 – Hors Série, Neuchâtel, Paris, 2004;ISBN 978-2-940032-14-3
- 보리스 피오트로프스키, The Ancient Civilization of Urartu (translated from Russian by James Hogarth), New York:Cowles Book Company, 1969.
- M. Salvini, Geschichte und Kultur der Urartäer, Darmstadt 1995.
- R. B. Wartke, Urartu — Das Reich am Ararat In: Kulturgeschichte der Antiken Welt, Bd. 59, Mainz 1993.
- P. E. Zimansky, Ecology and Empire: The Structure of the Urartian State, [Studies in Ancient Oriental Civilization], Chicago: Oriental Institute, 1985.
- P. E. Zimansky, Ancient Ararat. A Handbook of Urartian Studies, New York 1998.